# Serghei Novikov
Serghei Novikov (n. 27 aprilie 1979, Čavusy⁠(d), RSS Bielorusă, URSS) este un biatlonist bielorus, medaliat olimpic. A participat la 3 ediții ale Jocurilor Olimpice (2006, 2010, 2014) în care a câștigat o medalie de argint.